# Jonathan Rasheed
Jonathan Ayola Ursin Rasheed (Alingsås, 21 novembre 1991) è un calciatore svedese, portiere del KA Akureyri.

## Biografia
Rasheed è nato in Svezia da padre nigeriano e madre norvegese.

## Carriera

### Club
È cresciuto nelle giovanili del Kortedala, per trasferirsi poi in quelle del GAIS.
Nel 2010 è stato in forza al Qviding, in Superettan, senza disputare alcuna partita in prima squadra. L'anno successivo è passato al Sylvia, in Division 1: ha esordito in squadra in data 30 aprile 2011, schierato titolare nella sconfitta per 2-1 subita sul campo del FC Rosengård.
L'11 marzo 2013, Rasheed è stato ingaggiato dai norvegesi dello Stabæk, firmando un contratto biennale. Non ha disputato alcun incontro in squadra.
Il 1º aprile 2014 si è trasferito all'Alta. Il 22 giugno successivo ha debuttato con questa maglia, subentrando a Stein Ove Thomassen nel pareggio casalingo per 2-2 contro il Nest-Sotra. Ad agosto 2014 ha fatto ritorno in Svezia, per giocare nel Ljungskile.
In vista della stagione 2015, Rasheed si è accordato con i norvegesi del Follo. È tornato a calcare i campi della 1. divisjon in data 6 aprile, schierato titolare nella vittoria interna per 4-0 sull'Hønefoss.
Per l'annata successiva è stato ingaggiato dall'IFK Värnamo, in Superettan. Il 4 aprile 2016 ha quindi disputato la prima partita con questa maglia, nel pareggio per 0-0 sul campo del Trelleborg.
Nel novembre 2016, con un ingaggio valido a partire dal successivo mese di gennaio, Rasheed è stato ingaggiato dall'Häcken. Il 2 agosto 2018 ha esordito nelle competizioni UEFA per club, nei turni preliminari dell'Europa League 2018-2019: è stato titolare nel pareggio per 1-1 contro l'RB Lipsia. Il 1º ottobre successivo ha invece giocato la prima partita in Allsvenskan, nel successo per 0-3 arrivato in casa dell'Elfsborg. La sua permanenza presso il club è durata circa cinque anni e mezzo, durante i quali è stato secondo o terzo portiere. Nel corso dell'Allsvenskan 2022, prima di essere ceduto, è riuscito a collezionare due presenze, in una stagione che l'Häcken ha successivamente chiuso con la conquista del suo primo storico titolo nazionale.
Il 26 luglio 2022, intorno a metà campionato, ha fatto ritorno all'IFK Värnamo (nel frattempo promosso in Allsvenskan) siglando un contratto valido fino al termine della stagione. Il 24 ottobre ha disputato quindi il primo incontro nella massima serie con questa maglia, in occasione del pareggio interno per 1-1 contro l'IFK Norrköping. Il 9 gennaio 2023 ha prolungato il contratto che lo legava al club, per due stagioni. Nel corso del campionato 2023 si è imposto come primo portiere davanti a Pilip Vajcjachovič. Nell'Allsvenskan 2024 Rasheed ha collezionato 14 presenze, alternandosi nel ruolo con il giovane Viktor Andersson (calciatore), che ha invece ne totalizzate 16 presenze più le 2 degli spareggi salvezza che hanno sancito la permanenza dei biancoblù in Allsvenskan.
L'11 febbraio 2025 è approdato a parametro zero al club islandese del KA Akureyri, con cui ha firmato un contratto biennale. A pochi giorni di distanza dal suo arrivo, tuttavia, durante un allenamento ha riportato la rottura di un tendine, infortunio che lo ha costretto a rimanere fuori causa per alcuni mesi.

## Statistiche

### Presenze e reti nei club
Statistiche aggiornate al 2 settembre 2023.
| Stagione           | Club               | Campionato         | Campionato | Campionato | Coppe nazionali | Coppe nazionali | Coppe nazionali | Coppe continentali | Coppe continentali | Coppe continentali | Supercoppe | Supercoppe | Supercoppe | Totale | Totale |
| Stagione           | Club               | Comp               | Pres       | Reti       | Comp            | Pres            | Reti            | Comp               | Pres               | Reti               | Comp       | Pres       | Reti       | Pres   | Reti   |
| ------------------ | ------------------ | ------------------ | ---------- | ---------- | --------------- | --------------- | --------------- | ------------------ | ------------------ | ------------------ | ---------- | ---------- | ---------- | ------ | ------ |
| 2010               | Qviding            | S                  | 0          | 0          | CS              | 0               | 0               | -                  | -                  | -                  | -          | -          | -          | 0      | 0      |
| 2011               | Sylvia             | D1                 | 7+2        | -15+-7     | CS              | 0               | 0               | -                  | -                  | -                  | -          | -          | -          | 9      | -22    |
| 2012               | Sylvia             | D1                 | 19         | -40        | CS              | 0               | 0               | -                  | -                  | -                  | -          | -          | -          | 19     | -40    |
| Totale Sylvia      | Totale Sylvia      | Totale Sylvia      | 26+2       | -55+-7     |                 | 0               | 0               |                    | -                  | -                  |            | -          | -          | 28     | -62    |
| 2013               | Stabæk             | 1D                 | 0          | 0          | CN              | 0               | 0               | -                  | -                  | -                  | -          | -          | -          | 0      | 0      |
| gen.-apr. 2014     | Stabæk             | ES                 | 0          | 0          | CN              | 0               | 0               | -                  | -                  | -                  | -          | -          | -          | 0      | 0      |
| Totale Stabæk      | Totale Stabæk      | Totale Stabæk      | 0          | 0          |                 | 0               | 0               |                    | -                  | -                  |            | -          | -          | 0      | 0      |
| apr.-ago. 2014     | Alta               | 1D                 | 1          | 0          | CN              | 2               | -6              | -                  | -                  | -                  | -          | -          | -          | 3      | -6     |
| ago.-dic. 2014     | Ljungskile         | S                  | 0          | 0          | CS              | 1               | 0               | -                  | -                  | -                  | -          | -          | -          | 1      | 0      |
| 2015               | Follo              | 1D                 | 28         | -40        | CN              | 1               | -2              | -                  | -                  | -                  | -          | -          | -          | 29     | -42    |
| 2016               | IFK Värnamo        | S                  | 30         | -40        | CS              | 3               | -6              | -                  | -                  | -                  | -          | -          | -          | 33     | -46    |
| 2017               | Häcken             | A                  | 0          | 0          | CS              | 0               | 0               | -                  | -                  | -                  | -          | -          | -          | 0      | 0      |
| 2018               | Häcken             | A                  | 2          | -1         | CS              | 1               | -1              | UEL                | 1                  | -1                 | -          | -          | -          | 4      | -3     |
| 2019               | Häcken             | A                  | 0          | 0          | CS              | 0               | 0               | UEL                | 0                  | 0                  | -          | -          | -          | 0      | 0      |
| 2020               | Häcken             | A                  | 5          | -7         | CS              | 3               | -1              | -                  | -                  | -                  | -          | -          | -          | 8      | -8     |
| 2021               | Häcken             | A                  | 0          | 0          | CS              | 0               | 0               | UECL               | 0                  | 0                  | -          | -          | -          | 0      | 0      |
| gen.-lug. 2022     | Häcken             | A                  | 2          | -4         | CS              | 0               | 0               | -                  | -                  | -                  | -          | -          | -          | 2      | -4     |
| Totale Häcken      | Totale Häcken      | Totale Häcken      | 9          | -12        |                 | 4               | -2              |                    | 1                  | -1                 |            | -          | -          | 14     | -15    |
| lug.-dic. 2022     | IFK Värnamo        | A                  | 2          | -1         | CS              | 1               | -3              | -                  | -                  | -                  | -          | -          | -          | 3      | -4     |
| 2023               | IFK Värnamo        | A                  | 14         | -14        | CS              | 0               | 0               | -                  | -                  | -                  | -          | -          | -          | 14     | -14    |
| Totale IFK Värnamo | Totale IFK Värnamo | Totale IFK Värnamo | 46         | -55        |                 | 4               | -9              |                    | -                  | -                  |            | -          | -          | 50     | -64    |
| Totale             | Totale             | Totale             | 110+2      | -162+-7    |                 | 12              | -19             |                    | 1                  | -1                 |            | -          | -          | 125    | -189   |